# Jean-Jacques Garnier
Jean-Jacques Garnier (* 18. März 1729 in Gorron, Département Mayenne; † 21. Februar 1805 Bougival, Département Yvelines) war ein französischer Historiker.

## Leben
Jean-Jacques Garnier war der Sohn von Guillaume Garnier, Sieur de Grappay und dessen Ehefrau Marie-Madeleine Galesne. Nach erfolgreichem Abschluss seines Studiums erhielt er eine Anstellung am Collège d’Harcourt und später als Professor der hebräischen Sprache am Collège de France, dessen Inspektor er 1768 wurde.
1762 wurde Garnier Mitglied der Académie des Inscriptions et Belles-Lettres und konnte ab dieser Zeit auch vielerlei Aufsätze in deren Abhandlungen veröffentlichen. Nach Claude Villarets Tod 1766 wurde er beauftragt, die von Paul François Velly begonnene und von jenem fortgeführte Histoire de France weiter zu betreuen. Garnier befasste sich mit den Regierungen von Ludwig XI. bis Karl IX., vernichtete aber beim Ausbruch der französischen Revolution den letzten, Karl IX. betreffenden, Teil seiner Arbeit, um die gereizte Stimmung des Volkes nicht noch mehr aufzuheizen.
Als man 1790 den Eid auf die Konstitution von ihm verlangte, legte er seine Stelle nieder. Später erhielt er einen Posten im Nationalinstitut und starb am 21. Februar 1805 im Alter von 75 Jahren.

## Werke (Auswahl)
- L’homme de lettres. Paris 1764 (2 Bde.).
- Traité de l’éducation civile. Paris 1765.
- Traité de l’origine du gouvernement français, ou l’on examine ce qui est resté en France sous la première race de nos rois, de la forme du gouvernement qui subsistrait dans les Gaules sous la domination Romaine. 1765.

Dieser Artikel basiert auf einem gemeinfreien Text aus Meyers Konversations-Lexikon, 4. Auflage von 1888 bis 1890.
| Personendaten    | Personendaten                        |
| ---------------- | ------------------------------------ |
| NAME             | Garnier, Jean-Jacques                |
| KURZBESCHREIBUNG | französischer Historiker und Dichter |
| GEBURTSDATUM     | 18. März 1729                        |
| GEBURTSORT       | Gorron                               |
| STERBEDATUM      | 21. Februar 1805                     |
| STERBEORT        | Bougival                             |